# Anou Ifflis
Špilja Anou Ifflis je špilja koja se nalazi ugradu Tizi Ouzou u planinama Kabylie. To je jedna od najdubljih špilja u Africi sa 1,170 metara dubine.